# Volkswagen Phaeton

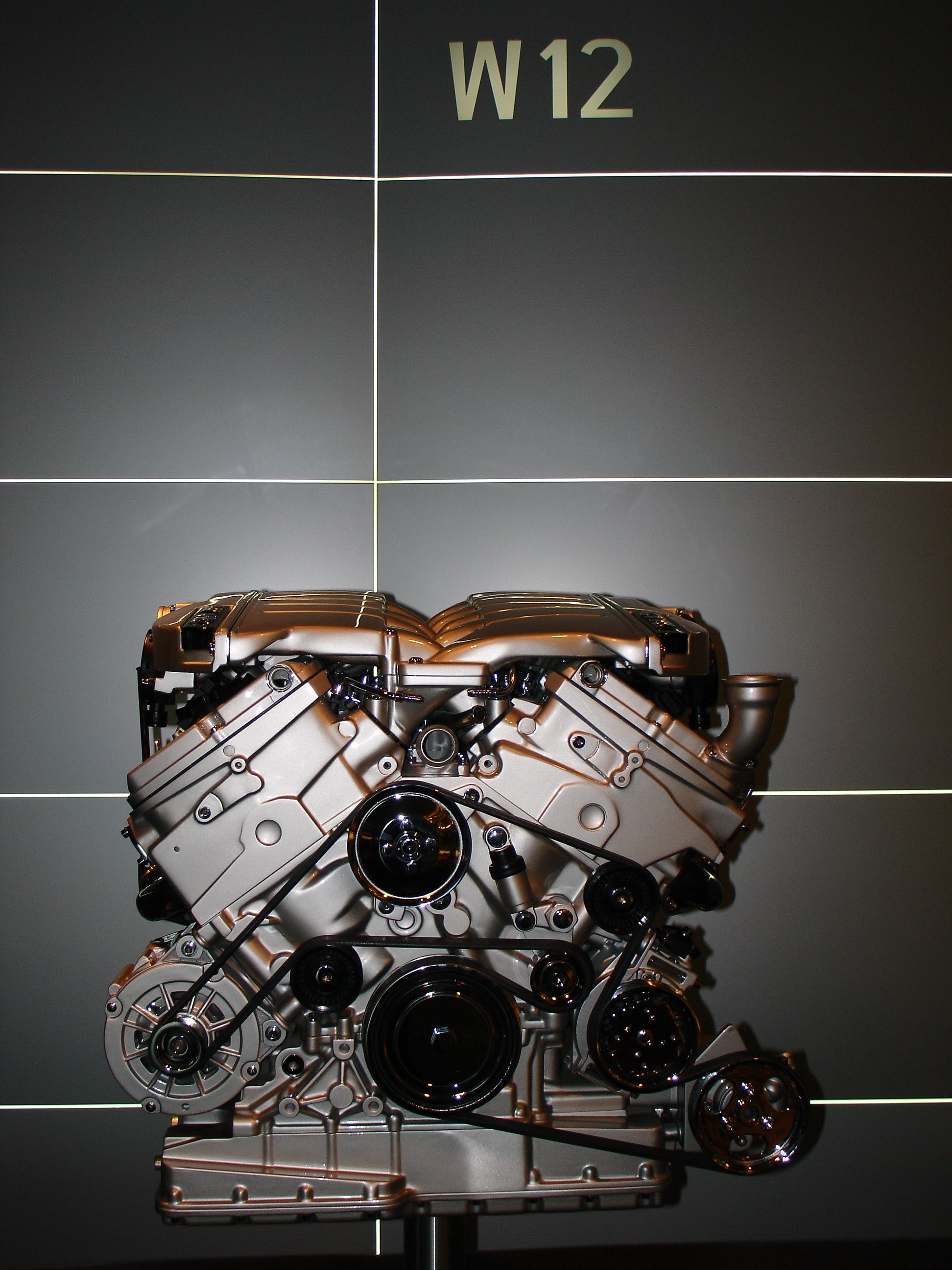
VW-motor W12.

Volkswagen Phaeton [fætɔn], Typ D1, är en lyxbil från Volkswagen. Bilen visades för första gången som designstudie på bilsalongen i Frankfurt i september 1999, då under namnet "Volkswagen D Concept".
Det var Volkswagens chef Ferdinand Piëch som ville skapa en lyxbil för att konkurrera med Mercedes-Benz och BMW. Försäljningen gick dock inte enligt förväntningarna. Priset var på samma nivå med konkurrenternas, men Volkswagens varumärke kunde inte mäta sig med dessa i fråga om prestige. Bilen byggs i Volkswagens fabrik i Dresden med glasfasad, Gläserne Manufaktur. Phaeton delar plattform med Bentley Continental GT, Bentley Continental GTC och Bentley Flying Spur.
Namnet Phaeton anknyter till den grekiska mytologin. Phaeton var den son till solguden Helios som en dag fick sin önskan uppfylld, att få köra solvagnen över himlen. Namnet kom sedan att användas för en typ av hästvagnar och har tidigare använts för bilmodeller av Horch, Packard och Skoda. 
Modellen introducerades i Sverige i november 2002 och den var Volkswagens första lyxbil. Vid introduktionen fanns det två tillgängliga motorvarianter, en 3,2 liters V-6-motor med 241 hk/177 kw, och en W-12, 6-liters 12-cylindrig med en effekt av 420 hk/309 kw. 2003 kom en dieselmotor, V-10 TDI, 313 hk/230 kw, med ett vridmoment av 750 Nm vid ett varvtal om 2000 varv per minut. Med den kraftigaste motorn är topphastigheten elektroniskt begränsad till 250 km/h.

## Källhänvisningar
1. ↑  Värld, Teknikens. ”Säg farväl till Volkswagen Phaeton – nu byggs fabriken om”. teknikensvarld.se. https://teknikensvarld.se/sag-farval-till-volkswagen-phaeton-nu-byggs-fabriken-om-282523/. Läst 25 februari 2019.
2. ↑  sport, Auto motor & (1 oktober 2013). ”Bilindustrins värsta floppar – här är de”. Svenska Dagbladet. ISSN 1101-2412. https://www.svd.se/bilindustrins-varsta-floppar--har-ar-de. Läst 25 februari 2019.
3. ↑  Abrahamson, Håkan. ”Europas dyraste bilfloppar”. Affärsvärlden. Arkiverad från originalet den 25 februari 2019. https://web.archive.org/web/20190225223650/https://www.affarsvarlden.se/bors-ekonominyheter/europas-dyraste-bilfloppar-6647539. Läst 25 februari 2019.
4. ↑  Värld, Teknikens. ”Bentley Flying Spur och Volkswagen Phaeton | Provkörning”. teknikensvarld.se. https://teknikensvarld.se/provkorning-av-bentley-flying-spur-och-volkswagen-phaeton-123168/. Läst 25 februari 2019.
5. ↑  ”Biltest: Volkswagen Phaeton W12”. Vi Bilägare. 21 september 2010. http://www.vibilagare.se/test/biltester/nybil/biltest-volkswagen-phaeton-w12-12113. Läst 25 februari 2019.